# Scalmicauda thessala
Scalmicauda thessala är en fjärilsart som beskrevs av Sergius G. Kiriakoff 1968. Scalmicauda thessala ingår i släktet Scalmicauda och familjen tandspinnare. Inga underarter finns listade.